# Physopyxis cristata
Physopyxis cristata är en fiskart som beskrevs av Sousa och Rapp Py-daniel 2005. Physopyxis cristata ingår i släktet Physopyxis och familjen Doradidae. Inga underarter finns listade i Catalogue of Life.